# O.-E.-Hasse-Preis
Der O.-E.-Hasse-Preis wird seit 1981 von der O.-E.-Hasse-Stiftung vergeben, die von der Berliner Akademie der Künste betreut wird. Sie erfüllt das Vermächtnis des Bühnen- und Filmschauspielers O. E. Hasse, der eine Geldsumme für Preise zur Förderung des Schauspielernachwuchses bestimmt hatte, die von der O.-E.-Hasse-Stiftung jungen Darstellern des Sprech- und Musiktheaters zuerkannt werden.
Seit 1990 wird der Preis als zwei Jahre zusammenfassende Auszeichnung jeweils im darauf folgenden Jahr, seit 2003 in jährlichem Wechsel in Form von Stipendien an Angehörige der Hochschule für Schauspielkunst „Ernst Busch“ Berlin und der Münchner Otto-Falckenberg-Schule vergeben.

## Preisträger

### 1981 bis 1989
- 1981: Maria Hartmann und Beat Knoll
- 1982: Thomas Schulze und Christoph Waltz
- 1983: Irene Clarin, Sona MacDonald, Nina Jensen (Stipendium) und Christin Eliza Marquitan (Stipendium)
- 1984: Corinna Kirchhoff, Hans Piesbergen und Helmut Zhuber
- 1985: Ulrich Tukur
- 1986: Anne Bennent und Jochen Horst
- 1987: Susanne Lothar und Graciela Araya
- 1988: Robert Eder und Michael Weber
- 1989: Sara Capretti und Cornelius Obonya

### 1990 bis 1999
- 1990/1991: Regina Fritsch und Ulrich Matthes
- 1992/1993: Katharina von Bock, Johannes von Duisburg, Tatjana Orlob (Stipendium), Sebastian Bluth (Stipendium), Pascal-André Lalo (Stipendium) und Jorge Morro (Stipendium)
- 1994/1995: Friederike Meinel, Christian Baumgärtel und Michael Rotschopf
- 1996/1997: Christiane Libor, Thomas Schmauser und Nikolaus Selimov
- 1998/1999: August Diehl, Bettina Stucky, Oliver Mallison

### Seit 2003
- 2003: Judith Strößenreuter
- 2004: Danny Exnar
- 2005: Alexander Fehling
- 2006: Lukas Turtur
- 2007: Henrike Johanna Jörissen[1]
- 2008: Simon Kirsch[2]
- 2009: Lucie Heinze[3]
- 2010: Peter Fasching[4]
- 2011: Maximilian Jaenisch[5]
- 2012: Anna Drexler
- 2014: Marcel Kohler
- 2015: Merlin Sandmeyer
- 2016: Joshua Jaco Seelenbinder
- 2017: William Bartley Cooper
- 2018: Noah Saavedra[6]
- 2019: Julia Windischbauer[7]
- 2020: Emma Lotta Wegner und Alexander Wertmann
- 2021: Rasmus Friedrich
- 2022: Jakob Gühring
- 2024: Antonia Siems